# Bernard Thévenet

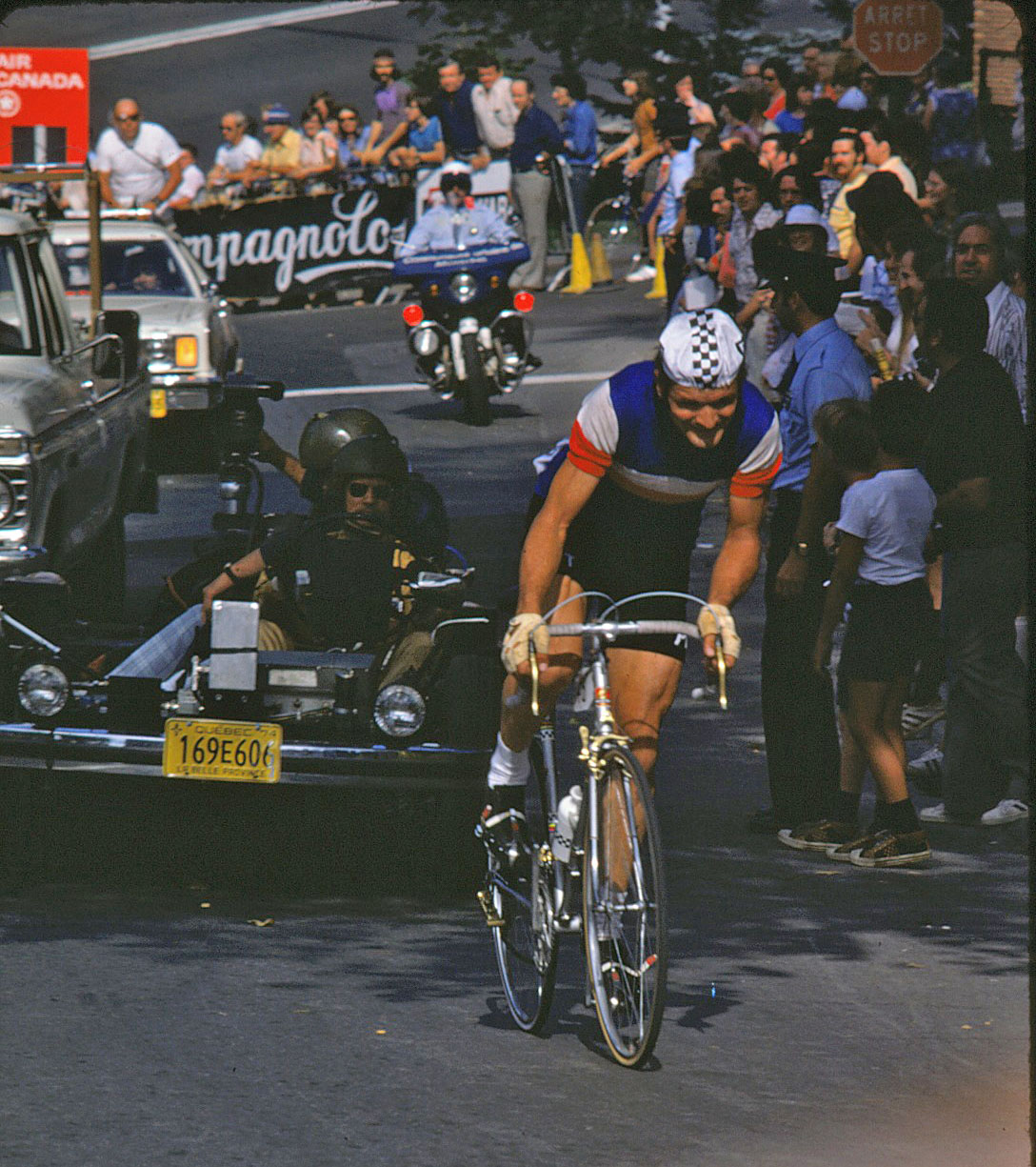
Thévenet tijdens het wereldkampioenschap 1974

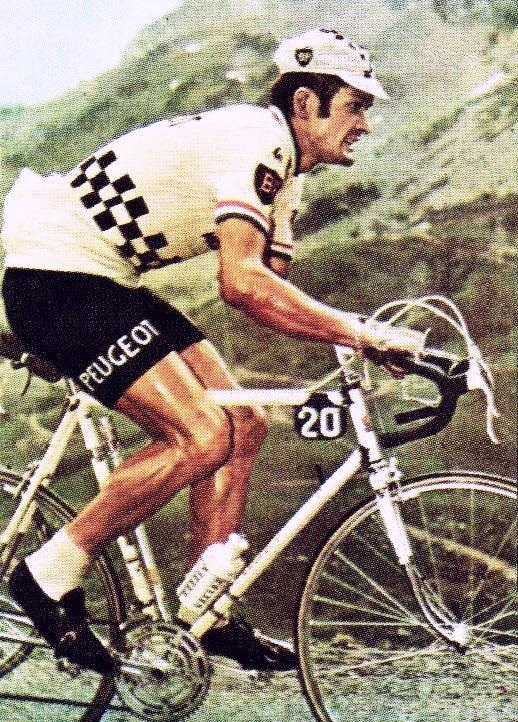
Bij zijn Tourdebuut won Thévenet als neo-prof de eerste Pyreneeënrit (1970)

Bernard Thévenet (Saint-Julien, 10 januari 1948) is een voormalig Frans wielrenner. Hij is tweevoudig winnaar van de Ronde van Frankrijk.

## Carrière
Thévenet werd in de befaamde wijnstreek Bourgogne geboren als zoon van een eenvoudige boer. Zijn vader en moeder hoopten dat hij het bedrijf zou overnemen. Hij ging naar de landbouwschool en haalde daar ook zijn diploma, maar het zou anders lopen. Thévenet koos voor de wielersport.
Nadat hij al bij de junioren een keer Frans kampioen was geworden, deed hij dat in 1968 in Port de Bouc ook bij de amateurs. In 1970 tekende hij zijn eerste profcontract bij Peugeot. Hij reed dat jaar ook voor het eerst mee in de Tour en won dat jaar direct een etappe door op 14 juli de bergrit naar La Mongie te winnen. In 1972 viel hij hard in een afdaling en leed daarna tijdelijk aan geheugenverlies. Hij weigerde op te geven en vier dagen later won hij de etappe naar Mont Ventoux. In 1973 werd hij tweede in de Tour achter Luis Ocaña, maar in 1974 stapte hij af aan de voet van de Col du Télégraphe wegens een slepende virusinfectie. In 1975 zorgde hij echter voor een verrassing. Hij maakte een einde aan het tijdperk van Eddy Merckx die sinds 1969 heer en meester in het peloton was. In 1977 wist hij opnieuw de Tour te winnen. Hennie Kuiper was tijdens deze Tour zijn voornaamste concurrent. Later gaf hij toe de Tour te hebben gewonnen met behulp van doping. Nadien startte hij nog drie keer in de Tour, maar hij haalde nooit meer het hoge niveau van voorheen en hij verdween in 1981 geruisloos uit het peloton. In 1984 was hij terug in het peloton. Ditmaal als ploegleider van La Redoute.

## Toegeven dopinggebruik
Kort na zijn tweede Tourzege in 1977 werd Thévenet in allerijl gehospitaliseerd. Hij leed aan een acute bijnierschorsinsufficiëntie. Zijn ploegmaat Jean-Pierre Danguillaume vertelde later dat Bernard Thévenet, door angst overmand, toegaf drie jaar lang het verboden product cortison te hebben gebruikt. Doordat cortisone dopinggebruik, als lichaamseigen stof, toen moeilijk op te sporen was en de zaak ook verjaard was, werd Bernard hiervoor nooit gesanctioneerd.

## Trivia
In 2015, bij het veertigste jubileum van zijn eerste Touroverwinning werd er een triomfboog onthuld met het opschrift, Bernard Thévenet, Le Tombeur du cannibale. Deze was geplaatst op de beklimming naar het skigebied Pra Loup. De plek waar Thévenet Eddy Merckx de kannibaal bijbeende en achterliet, om het geel finaal van Merckx over te nemen. Thévenet vond dit aandenken onrespectvol ten aanzien van Merckx. Tijdens de  Ronde van Loir-et-Cher in 2013 kreeg Thévenet een lichte hartaanval. Hij mocht na onderzoeken weer beschikken.

## Belangrijkste overwinningen
1968
- Frans kampioen op de weg, amateurs

1970
- 18e etappe Ronde van Frankrijk
- Mont Faron (tijdrit)

1971
- 10e etappe Ronde van Frankrijk
- 2e etappe Étoile des Espoirs

1972
- 3e etappe deel B Ronde van Romandië
- Eindklassement Ronde van Romandië
- 1e etappe Ronde van Indre en Loire
- Eindklassement Ronde van Indre en Loire
- 11e etappe Ronde van Frankrijk
- 17e etappe Ronde van Frankrijk
- 3e etappe Midi Libre
- Proloog Dauphiné Libéré

1973
- Frans kampioen op de weg, Elite
- 7e etappe deel B Ronde van Frankrijk
- 20e etappe deel B Ronde van Frankrijk
- 3e etappe Critérium du Dauphiné Libéré
- 11e etappe Ronde van Spanje
- 4e etappe Midi Libre
- 1e etappe Ronde van de Aude

1974
- Eindklassement Critérium International
- 4e etappe Ronde van Catalonië
- 7e etappe deel B Ronde van Catalonië
- Eindklassement Ronde van Catalonië
- 2e etappe Parijs-Nice

1975
- 3e etappe (deel A) Ronde van Corsica
- 15e etappe Ronde van Frankrijk
- 16e etappe Ronde van Frankrijk
- Eindklassement Ronde van Frankrijk
- 5e etappe Critérium du Dauphiné Libéré
- Eindklassement Critérium du Dauphiné Libéré

1976
- 4e etappe Critérium du Dauphiné Libéré
- 5e etappe Critérium du Dauphiné Libéré
- Eindklassement Critérium du Dauphiné Libéré
- 2e etappe Ronde van de Limousin
- 5e etappe deel A Vierdaagse van Duinkerke

1977
- 3e etappe (deel A) Ronde van Corsica
- 20e etappe Ronde van Frankrijk
- Eindklassement Ronde van Frankrijk
- Ronde van de Haut-Var
- 7e etappe deel B Dauphiné Libéré
- Maël-Pestivien

1980
- Polynormande

1981
- 1e etappe Ronde van de Vaucluse

## Resultaten in voornaamste wedstrijden
| Jaar | Ronde van Italië | Ronde van Frankrijk | Ronde van Spanje |
| ---- | ---------------- | ------------------- | ---------------- |
| 1970 |                  | 35e (1)             |                  |
| 1971 |                  | 4e (1)              | 44e              |
| 1972 |                  | 9e (2)              |                  |
| 1973 |                  | ↑ (2)               | ↑ (1)            |
| 1974 |                  | opgave              | opgave           |
| 1975 |                  | ↑ (2)               |                  |
| 1976 |                  | opgave              |                  |
| 1977 |                  | ↑ (1)               |                  |
| 1978 |                  | opgave              |                  |
| 1979 | 31e              |                     |                  |
| 1980 |                  | 17e                 | 14e              |
| 1981 |                  | 37e                 |                  |

| Jaar | Milaan-San Remo | Amstel Gold Race | Luik-Bast.‑Luik | Ronde van Lombardije |  | WK op de weg |  | Wereldranglijsten |
| ---- | --------------- | ---------------- | --------------- | -------------------- |  | ------------ |  | ----------------- |
| 1970 |                 |                  |                 |                      |  |              |  |                   |
| 1971 |                 |                  |                 |                      |  | 13e          |  | 14e (SPP)         |
| 1972 |                 |                  | 11e             |                      |  | 39e          |  | 15e (SPP)         |
| 1973 |                 |                  | 6e              |                      |  |              |  | 6e (SPP)          |
| 1974 |                 |                  | 20e             | 6e                   |  | 5e           |  |                   |
| 1975 |                 |                  | ↑               |                      |  | 6e           |  | 4e (SPP)          |
| 1976 | 30e             |                  | 13e             | ↑                    |  | 28e          |  | 10e (SPP)         |
| 1977 | 81e             |                  | 20e             |                      |  |              |  | 6e (SPP)          |
| 1978 |                 |                  |                 |                      |  |              |  |                   |
| 1979 |                 | 16e              |                 |                      |  |              |  |                   |
| 1980 |                 |                  |                 |                      |  |              |  |                   |
| 1981 |                 |                  |                 |                      |  |              |  |                   |

## Ploegen
- Bibliothèque nationale de France: cb12195572x (data)
- Gemeinsame Normdatei: 132602466
- International Standard Name Identifier: 0000 0003 6036 3084
- Library of Congress Control Number: n50010118
- MusicBrainz: f2876394-9b1a-46e0-b7bc-0e1209bd119f
- Système universitaire de documentation: 030565944
- Virtual International Authority File: 223764566
- WorldCat: E39PBJxCtp4WcdHB3YwydG34v3

Wielerploegen van Bernard Thévenet
Besnard ·
Bilsland ·
Bouloux ·
Bracke ·
Danguillaume ·
Daunat ·
Delisle ·
Dumont ·
Gay ·
Karstens ·
Letort ·
Martelozzo ·
Parenteau ·
Pingeon ·
Quesne ·
Raymond ·
Rouxel ·
Schoeters · 
Thévenet ·
Tschan · 
Van Der Linde ·
Van Sweevelt ·
Van Coningsloo
Besnard ·
Bilsland ·
Bouloux ·
Bracke ·
Danguillaume ·
David ·
De Witte ·
Delisle ·
Dumont ·
Gay ·
Godefroot ·
Janbroers ·
Jourden ·
Julien ·
Maingon ·
Martelozzo ·
Mattioda ·
Mollet ·
Parenteau ·
Pingeon ·
Quesne ·
Rabaute ·
Raymond ·
Rouxel ·
Sadot · 
Thévenet ·
Tschan
Aigueparses ·
Besnard ·
Bilsland ·
Bouloux ·
Bracke ·
Danguillaume ·
David ·
De Witte ·
Delisle ·
Dumont ·
Esclassan ·
Godefroot ·
Janbroers ·
Jourden ·
Julien ·
Maingon ·
Martelozzo ·
Mattioda ·
Mollet ·
Ovion ·
Parenteau ·
Pingeon ·
Raymond ·
Rouxel ·
Sibille · 
Thévenet ·
Tschan
Aigueparses ·
Béon ·
Bouloux ·
Bourreau ·
Bracke ·
Danguillaume ·
De Boever ·
Delisle ·
Esclassan ·
Guitard ·
Leman ·
Maingon ·
Martelozzo ·
Meunier ·
Mollet ·
Ovion ·
Parenteau ·
Raymond ·
Rouxel ·
Sibille · 
Thévenet ·
Tschan
Aigueparses ·
Béon ·
Bouloux ·
Bourreau ·
J-L. Danguillaume ·
J-P. Danguillaume ·
Delisle ·
Dolhats ·
Esclassan ·
Guitard ·
Maingon ·
Meunier ·
Ovion ·
Parenteau ·
Riotte ·
Rouxel ·
Sibille · 
Thévenet ·
Tschan
Aigueparses ·
Béon ·
Bourreau ·
Catieau ·
J-L. Danguillaume ·
J-P. Danguillaume ·
Dard ·
Delisle ·
Dolhats ·
Esclassan ·
Guitard ·
Le Denmat ·
A. Meunier ·
J-C. Meunier ·
Molinéris ·
Ovion ·
Parenteau ·
Rouxel ·
Sibille · 
Thévenet ·
Tschan ·
Vandenbroucke
Béon ·
Bourreau ·
Campaner ·
Catieau ·
Croyet ·
J-L. Danguillaume ·
J-P. Danguillaume ·
Dard ·
Delisle ·
Esclassan ·
Guitard ·
A. Meunier ·
J-C. Meunier ·
Molinéris ·
Ovion ·
Parenteau ·
Rouxel ·
Sibille · 
Thévenet ·
Tschan ·
Vandenbroucke
Béon ·
Bourreau ·
Braun ·
Campaner ·
J-L. Danguillaume ·
J-P. Danguillaume ·
Dard ·
Delépine ·
Duclos-Lassalle ·
Esclassan ·
Groen ·
Hézard ·
Küster ·
Laurent ·
Linard ·
Ovion ·
Sibille · 
Simonnot ·
Talbourdet ·
Thévenet ·
Toso ·
Tschan ·
Vandenbroucke
Béon ·
Bourreau ·
Braun ·
Campaner ·
J-L. Danguillaume ·
J-P. Danguillaume ·
Delépine ·
Duclos-Lassalle ·
Esclassan ·
Hézard ·
Laurent ·
Linard ·
Ovion ·
Rosiers ·
Sibille · 
Thévenet ·
Vandenbroucke
Bossis ·
Bourreau ·
Braun ·
Brun ·
De Cauwer ·
Delépine ·
Duclos-Lassalle ·
Esclassan ·
Hézard ·
Jones ·
Kuiper ·
Laurent ·
Legeay ·
Linard ·
Ovion ·
Perret · 
Sibille ·
Simon · 
Thévenet ·
Tinazzi ·
Van Heerden · 
Vandenbroucke
Alfonsel ·
Balbuena ·
Cedena ·
Cueli · 
Dejonckheere ·
Esparza · 
Fernández ·
García · 
Antoine Gutierrez ·
Miguel Gutiérrez · 
Haller ·
I. Lejarreta ·
M. Lejarreta ·
Martínez Heredia ·
Martínez ·
Mayoz ·
Nazábal ·
Pérez · 
Rodríguez ·
Sanders ·
Thaler ·
Thévenet ·
Viejo